# Человечка нарисовал я
«Человечка нарисовал я» — советский полнометражный рисованный мультфильм 1960 года. Ремейк мультфильма «Федя Зайцев» 1948 года тех же авторов.

## Сюжет
1 сентября в школу пришёл мальчик-третьеклассник Федя Зайцев. На школьной стене он, забывшись, кусочком угля нарисовал человечка. Когда на уроке учитель спросил, кто испортил чистую стену, Федя, испугавшись наказания, промолчал. Когда же учитель попросил учеников поднять руки, Федин друг по прозвищу «Рыжик», с которым тот поздоровался за руку, ничего не подозревая, поднял испачканную углём руку и попался.
Так и не сознавшись, Федя отправился домой. Ночью мальчик захотел почитать книгу «Тимур и его команда», но оживший Тимур на обложке говорит Феде, что Гайдар писал её не для него. Тогда Федя берёт в руки «взрослую» книгу — «Каштанку», но собака с обложки укусила его за палец. Зайцев отбрасывает книги в сторону и решает поиграть, однако заведённый волчок трижды называет Федю лжецом, а оловянные солдатики и моряки уходят от хозяина в магазин. Не сумев остановить игрушки, Федя подходит к матрёшке, но и та упрекает мальчика во лжи и подставе товарища. В ярости Федя раскалывает кукол пополам линейкой; несмотря на это, самая маленькая куколка говорит ему, что правда всё равно обнаружится.
В это время в школе нарисованный человечек оживает и решает вывести Федю на чистую воду. Из-за стука зонтом по полу в кабинет входит школьный швейцар Гаврила Иваныч и, обнаружив проделки Феди, ругается и отправляется за тряпкой. Человечек замечает в другом кабинете своего двойника, нарисованного мелом на классной доске, и находит благовидный предлог, чтобы явиться к Феде и не обмануть швейцара. Человечки выпивают чернила, бывший «блондин» встаёт на место своего угольного «близнеца», а последний бежит к Феде, несмотря на дождь. К этому моменту швейцар, вернувшись и не найдя злополучного рисунка, решает, что он ошибся кабинетом. Однако, как только на стене оказывается замаскированный человечек с доски, Гаврила Иваныч, зайдя в третий раз, недоумевает: «Ну что за чертовщина!».
По дороге к Феде угольный человечек встречает других «сородичей» и восьминогое животное («льва», как оно само признаётся), изображённых Федей Зайцевым по пути домой. Верхом на «льве» он добирается до Фединой квартиры, однако мальчик в ответ на просьбу сознаться заявляет, что будет и дальше врать. Человечек говорит, что для таких, как он, существует страшное Царство лжи, где правит коварная, жестокая и, очевидно, лживая царица. Федя решает доказать, что у него по географии «круглая четвёрка», и вращает свой глобус, дабы найти это сказочное государство. Вдруг рядом включается радиоприёмник и таинственным голосом объясняет, что нужно для того, чтобы оказаться в царстве лжи. Федя одевается, однако пионерский галстук улетает от него, и мальчик решает, что это необязательно. Выйдя из дома, он делает так, как говорило радио, и за ним тут же приезжает карета. Человечек, переживая за Федю, бросается вслед за ним, сев на запятки.
Утром в пустыне карету покачнуло, и человечек падает. Кучер игнорирует просьбу человечка остановить карету и разгоняет лошадей, а человечек бросается в погоню. Когда карета въехала в царство, ворота закрылись. Человечек тянет ворота к себе (как написано на табличке), но оказывается, что те, наоборот, открываются от себя. Человечек, не подозревая этого, после очередной попытки решает отдохнуть.
Федю встречает царица лжи в маске и подзывает к себе. Сначала царица хвалит Федю за подставу Рыжика, а после предлагает стать её пажом (взамен предыдущего, который накануне впал в немилость, дав владычице не ту маску и оскорбив её случайно оборонённой шуткой про её жениха). Герой соглашается, и в следующей сцене он с удовольствием пьёт газировку и ест другие вкусности. При этом к нему присоединяются мартышки, белки, воробьи, олень и попугай. Федя пытается их угостить, но животные отказываются подойти, думая, что мальчик их обидит.
Тем временем нарисованный человечек страдает от того, что не сумел уговорить Федю, не нашёл «дороги к сердцу детскому», и теперь мальчик один в том царстве, где «семью восемь — двадцать пять», и он забыл, чему его учили в школе. В отчаянии человечек начинает плакать, но, прочитав задачник, решает спасти Федю — он пишет письмо, делает из него бумажного голубя и отправляет ему. Федя отвечает, что он чувствует себя хорошо в Царстве лжи, и человечек разрыдался ещё сильнее.
К царице приезжает тот самый жених — усатый военный, и Федя даёт ей подходящую маску. Военный рассказывает, что его отец — славный и мудрый правитель Королевства клеветы, в прошлом крепко друживший с покойным отцом царицы лжи, и делает ей предложение руки и сердца. Пока Федя по просьбе царицы вручал ей маску «глубокой заинтересованности», прежний паж, назначенный трубочистом, вылезает из камина и подрисовывает сажей усы на маске «очаровательного смущения», которую герой держал за спиной. Как только владычица надевает эту маску, военный, заметив усы на «лице» возлюбленной, в гневе уходит, мотивируя это тем, что «на двух супругов совершенно достаточно и одной пары усов». Царица злится на Федю и прогоняет его.
Утром Федя интересуется работой обитателей царства — гончаров, кузнецов — и узнаёт от них, что если поймать некие шары на предстоящем празднике, можно получить всё, что угодно. Повар-кондитер угощает Федю хлебом, но тот говорит, что хотел бы попробовать торт. Повар отвечает, что торт припасён для царского стола, и рассказывает, что он ест сам и что съел бы, если бы ему удалось поймать волшебный шар.
Царица собирает всех жителей на дворцовой площади и рассказывает, что за «честную работу» она приготовила для всех огромное количество «шаров счастья», которые на деле являются обычными мыльными пузырями. Придворный надувает пузыри и ставит условие: прежде, чем они лопнут, все должны успеть высказать своё желание. Однако, по понятной причине, никому это не удаётся.
Федя, не веря, что счастье может быть индивидуальным, пытается убедить остальных, что их обманывают, но никто ему не верит. Тогда герой, дабы доказать правоту, намеревается удержать хотя бы один пузырь и пишет письмо человечку с просьбой о помощи. Тот находит решение в учебнике физики — нужно надеть шерстяные перчатки. Узнав о плане Феди, царица лжи, боясь разоблачения, нанимает волшебника, чтобы пойманный мальчишкой пузырь всё-таки исполнил его желание.
На следующий день Федя с помощью перчаток ловит «шар счастья» и загадывает, чтобы Царство лжи «лопнуло» вместе с пузырём, его жители стали честными людьми, а сам он вернулся в позавчера, чтобы исправить свою ошибку. Так и происходит: замок царицы рушится, к Феде возвращается пионерский галстук, и он, вновь оказавшись 1 сентября в своём классе, сознаётся в содеянном.

## История создания
Именно этот полнометражный сценарий соответствует первоначальному сценарию Михаила Вольпина и Николая Эрдмана, предложенному для постановки в 1947 году и с самого начала разбитому на две части (возможно, из-за установки министра кинематографии Ивана Большакова на короткометражные мультфильмы). Первая часть быстро была запущена в производство, а вторая была встречена негативной рецензией со стороны худсовета, который раскритиковал её сюжет и посчитал, что первая часть вполне может тянуть на законченную. Сюжет под названием «В царстве Лжи» был послан на доработку, при этом «Федя Зайцев» должен был оканчиваться не признанием героя, а открытым финалом, предполагающим возможность будущего продолжения. Однако и доработанный сценарий был отвергнут, в связи с чем изменился и финал «Феди Зайцева».
Авторы не оставили идею серии фильмов о Феде Зайцеве, подогретую большим успехом экранизированной первой части. Эрдманом и Вольпиным был написан сценарий «Федя Зайцев на даче», по которому в 1955 году сёстры Брумберг сняли мультфильм «Остров ошибок» (однако герою в итоге поменяли имя).
К сценарию «В царстве Лжи» авторы вернулись только в разгар так называемой «хрущёвской оттепели», однако после прошедших со времени первой экранизации двенадцати лет было решено снимать не просто продолжение, а ремейк для нового поколения — «в его настоящем, нескомканном виде». По мнению М. В. Ромашовой, «существование оригинала и ремейка — неординарный случай, анализ которого позволит выявить способы репрезентации школьного мира в период социальных трансформаций».
Завязка второй части перекликается с мультфильмом «Остров ошибок», который первоначально задумывался как прямое продолжение «Феди Зайцева»: оживающие рисунки (контраст условности которых с реалистическим рисунком основной мультипликации выглядел новаторским приёмом) предвосхищают попадание героя в сказочную страну.

## Некоторые отличия от мультфильма «Федя Зайцев»
Хотя ремейк сделан в иной, чем оригинал 1948 года — более условной — изобразительной манере, текст и покадровый монтаж первой части совпадают до деталей, а некоторые персонажи озвучены теми же актёрами, что озвучивали их в оригинальной версии. Наиболее значительные отличия:
- В песне маляров, открывающей мультфильм, изменён текст последнего куплета:

Чтоб ребята точно знали,

Что такое кислород.

Чтоб ребята уважали

И любили свой народ,

Чтоб творили и мечтали,

Чтобы Пушкина читали,

Чтоб росли умнее нас,

Мы с душою красим класс. 

Также несколько трансформировались типажи маляров.
- Школа, в соответствии с новыми реалиями, показана не мужской, а смешанной (раздельное обучение в СССР действовало с 1943 по 1954 год) и ученики носят форму (форма в советских общеобразовательных школах была введена как раз в год выхода фильма «Федя Зайцев», в 1948 году, но только с первого класса). Здание школы стало более безликим, избавившись от характерных для сталинского ампира так называемых «архитектурных излишеств», которым была объявлена борьба[3].
- Изменениям подвергся образ учителя: в новой версии он смотрит в другую сторону и у него русые волосы, а актёр Эраст Гарин озвучивает эту роль более спокойным, мягким голосом. В новой версии на столе перед учителем стоят цветы.
- Все ночные приключения (как и отсутствующее в мультфильме «Федя Зайцев» путешествие в Царство лжи) происходят не во сне, а на самом деле. Вместо пробуждения и признания, в оригинале происходивших на следующий день, фильм заканчивается возвращением Феди в первое сентября, где он сразу признаётся в содеянном. Также во сне по первоначальному сценарию должны были происходить и события мультфильма «Остров ошибок»[2].
- Смягчён эпизод с Матрёшкой и её содержимым — они не раскалываются от удара Фединой линейкой, а раскрываются.
- Из монолога Человечка убрана часть, где он выражает несогласие с учителем в том, что стена была испорчена его фигурой: «Наоборот, — сказал бы даже я, — здесь без меня чего-то не хватает».

## Над фильмом работали
- Сценарий: Михаил Вольпин, Николай Эрдман
- Режиссёры-постановщики: Валентина Брумберг и Зинаида Брумберг
- Режиссёр: Валентин Лалаянц
- Художники-постановщики: Лана Азарх, Валентин Лалаянц
- Художники-мультипликаторы: Фёдор Хитрук, Фаина Епифанова, Мария Мотрук, Игорь Подгорский, Елена Хлудова, Борис Бутаков, Вячеслав Котёночкин, Вадим Долгих, Константин Малышев, Марина Восканьянц
- Художники-декораторы: Гелий Аркадьев, Елена Танненберг, Ольга Геммерлинг, Вера Валерианова
- Композитор: Никита Богословский
- Оператор: Елена Петрова
- Звукооператор: Николай Прилуцкий
- Ассистенты режиссёра: Нина Майорова, Татьяна Фёдорова, Елена Шилова, Светлана Кощеева
- Редактор: Зинаида Павлова
- Директор картины: Г. Кругликов

## Роли озвучивали
- Валентина Сперантова — Федя Зайцев
- Михаил Яншин — Человечек
- Серафима Бирман — Царица лжи
- Лев Свердлин — Верховный лжец

### В эпизодах
- Серафим Аникеев — командир солдатиков / радиоприёмник / кузнецы / главный «надувальщик» / жители Царства лжи
- Георгий Вицин — кондитер / поэт, желавший славы
- Владимир Готовцев — Гаврила Иваныч, школьный сторож
- Владимир Лепко — попугай
- Сергей Мартинсон — юла / человечек, нарисованный мелом / восьминогое животное / птица
- Георгий Милляр — маляр Герасим / ремесленники / бродяга
- Галина Новожилова — нарисованный Тимур из книги / паж
- Андрей Тутышкин — усатый военный («Кот в самоваре») / ассистент главного «надувальщика»
- Сергей Цейц — волшебник

### В титрах не указаны
- Эраст Гарин — учитель
- Лидия Королёва — матрёшка
- Николай Литвинов — маляр Павел / бочары / жители Царства лжи
- Юрий Хржановский — маляр Прохор / нарисованная Каштанка из книги / жестянщики / житель Царства лжи
- Тамара Дмитриева — ученик Капитонов («Рыжик»)
- Александр Баранов — военный, желавший власти